# Liste der deutschen Botschafter in Nepal
Die Liste der deutschen Botschafter in Nepal enthält die Botschafter der Bundesrepublik Deutschland in Nepal. Sitz der Botschaft ist in Kathmandu.
Die Aufnahme diplomatischer Beziehungen war 1958. Bis 1963 wurde die Verbindung jedoch über die Botschaft in Neu-Delhi, Indien, abgewickelt.
| Name                        | Amtszeit  |
| --------------------------- | --------- |
| Wilhelm Löer                | 1963–1970 |
| Hans-Ulrich Meyer-Lindemann | 1970–1973 |
| Eduard Mirow                | 1973–1976 |
| Karl Maes                   | 1976–1980 |
| Hans-Henning Wolter         | 1980–1983 |
| Eric Harder                 | 1984–1987 |
| Karl Kempf                  | 1987–1989 |
| Martin Schneller            | 1989–1993 |
| Karl-Heinz Scholtyssek      | 1993–1996 |
| Klaus Barth                 | 1996–2000 |
| Rüdiger Lemp                | 2000–2004 |
| Franz Ring                  | 2004–2008 |
| Verena Gräfin von Roedern   | 2008–2012 |
| Frank Meyke                 | 2012–2014 |
| Matthias Meyer              | 2014–2017 |
| Roland Schäfer              | 2017–2021 |
| Thomas Prinz                | 2021–2025 |
| Udo Volz                    | seit 2025 |